# Schoenus pleiostemoneus
Schoenus pleiostemoneus är en halvgräsart som beskrevs av Ferdinand von Mueller. Schoenus pleiostemoneus ingår i släktet axagssläktet, och familjen halvgräs. Inga underarter finns listade i Catalogue of Life.